# Заварзин, Виктор Сергеевич
Виктор Сергеевич Заварзин (Пустой шаблон {{ВД-Преамбула}} ) — советский и российский хоккеист, защитник.

## Биография
Победитель молодёжного чемпионата СССР 1980/81 в составе «Крыльев Советов». В сезонах 1981/82 — 1982/83 играл за команду второй лиги СКА МВО Москва. Следующие два сезона провёл в «Крыльях Советов», сыграл 63 матча в высшей лиге. Играл в первой лиге за «Кристалл» Саратов (1985/86) и «Торпедо» Ярославль (1986/87), с которым вышел в высшую лигу, где в сезоне-1987/88 провёл 12 матчей.
Выступал во второй лиге за «Корд» Щёкино (1988/89 — 1990/91) и «Вятич» Рязань (1991/92). Играл за словацкие клубы «Михаловце» (1992/93 — 1993/94) и «Кошице» (1993/94). В сезоне-1994/95 играл в МХЛ за «Северсталь» Череповец и клуб чемпионата Нидерландов «Эйндховен Кемпханен», после чего завершил карьеру.
Скончался в 2004 году в возрасте 42 лет.
Сын Владимир (род. 1989) также хоккеист.